# Balata
Balata is een woord uit de taal van de Cariben waarmee een vrij hard, roodbruin rubberachtig product bedoeld wordt. Dit product is afkomstig van de balataboom of bolletri. De wetenschappelijke naam voor deze boom is Mimusops balata of Manilkara bidentata. De boom behoort tot de familie van de Sapotaceae. Het verspreidingsgebied is Guyana, Suriname, Frans-Guyana, Venezuela, Noord-Brazilië en de Antillen. De boom komt verspreid in de oerwouden voor met een gemiddelde dichtheid van één boom per hectare. Het hout van deze boom is in Nederland vooral bekend onder de naam massaranduba.
Een familielid van de balata is de sapodilla (Manilkara zapota). Ook het geslacht Palaquium hoort tot deze familie. Van deze boom wordt in Indonesië guttapercha gemaakt.

## Geschiedenis
In 1858 werd in Suriname voor het eerst een concessie afgegeven voor het tappen van de balata. Al spoedig bleek dit een lonende activiteit en werden er steeds meer regels uitgegeven die het tappen moesten reguleren. In 1898 werden er 54 concessies afgegeven voor onderzoek naar de aanwezigheid van de balataboom. Het gezamenlijke oppervlakte van deze concessies was ongeveer 3,2 miljoen hectare. In 1900 werden er twaalf concessies afgegeven voor het tappen van de balata met een gezamenlijke oppervlakte van bijna 50.000 hectare.
Het tappen van de balata gebeurde door expedities van ongeveer twintig personen. Zij vertrokken in de maanden januari - februari naar de concessies en bleven daar een aantal maanden. Zij werden balatableeders genoemd, naar het tappen van de boom. Om het sap te krijgen werd een V-vormige inkeping in de bast gemaakt. Het sap (latex) dat er uit vloeide werd opgevangen in kalebassen. In het kamp van de expeditie werd het sap in grote bakken verzameld om te gisten. Daarna liet men het sap in de zon stollen. Na één tot twee dagen werd de gestolde bovenlaag er als een vel afgehaald en opgehangen om te drogen. Na een week was het vel droog genoeg om op te vouwen en gereed te maken voor transport. Een vel woog ongeveer 30 kilogram. Het nadeel van de balataboom is dat hij maar één keer in de vijf jaar tot zeven getapt kon worden, terwijl de Braziliaanse rubberboom (Hevea brasiliensis) na twee dagen alweer getapt kan worden. De productie gedurende een aantal jaren in Suriname was:
| Jaar | Productie (kg) |
| ---- | -------------- |
| 1914 | 675.700        |
| 1915 | 182.984        |
| 1916 | 911.500        |
| 1917 | 1.034.211      |
| 1918 | 625.022        |
| 1919 | 493.907        |
| 1920 | 432.700        |
| 1921 | 464.500        |
| 1922 | 395.500        |
| 1923 | 767.000        |

Door de grote stevigheid en geringe elasticiteit werd balata veelvuldig gebruikt voor de vervaardiging van drijfriemen. Ook schoenzolen en golfballen werden van balata gemaakt.

## Galerij

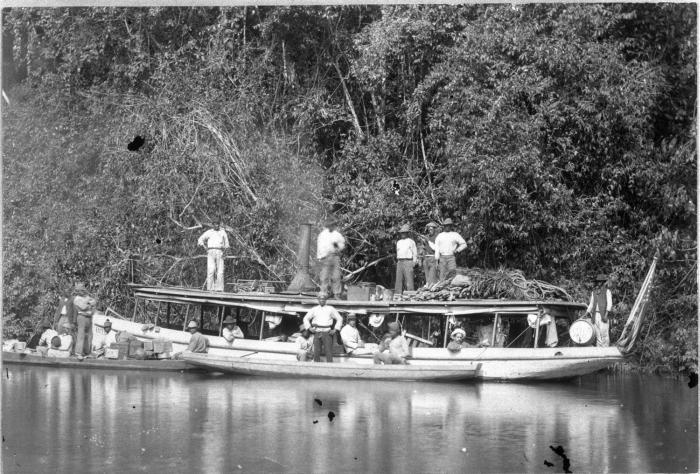
Balata expeditie, Suriname (ca.1880-1900), Julius Muller, Wereldmuseum Amsterdam
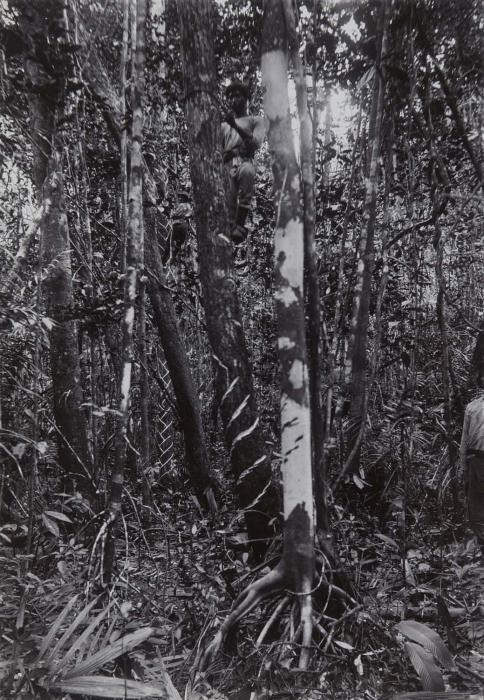
Het aftappen van een balataboom (ca.1925), Augusta Curiel, Wereldmuseum Amsterdam
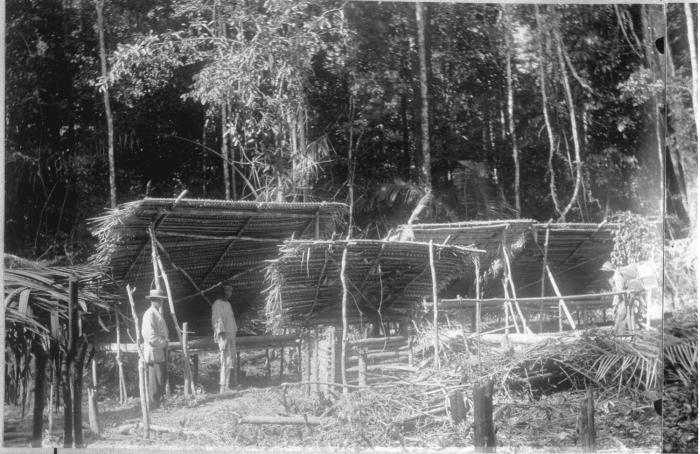
Balata droogbakken en arbeiderskamp (ca.1880-1900), Julius Muller, Wereldmuseum Amsterdam
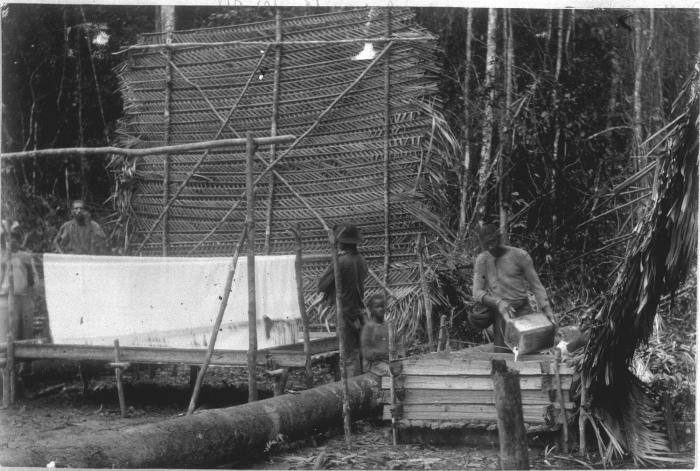
Balata droogbak met een pas afgehaald vel (ca.1880-1900), Julius Muller, Wereldmuseum Amsterdam